# Yusuf al-Maghribi
Yusuf al-Maghribi, född okänt år, död 1611, var en egyptisk lexikonförfattare, verksam i Kairo. Han var den förste författaren som behandlade egyptisk arabiska som en annan språkdialekt än den klassiska arabiskan, och anses representera trenden mot vardagligt skriftspråk i 1600-talets Egypten.